# Isla Orrego
Isla Orrego är en ö i Chile.   Den ligger i regionen Región de Magallanes y de la Antártica Chilena, i den södra delen av landet, 2 200 km söder om huvudstaden Santiago de Chile.
Trakten runt Isla Orrego är nära nog obefolkad, med mindre än två invånare per kvadratkilometer.